# Stadtmuseum Bad Tölz

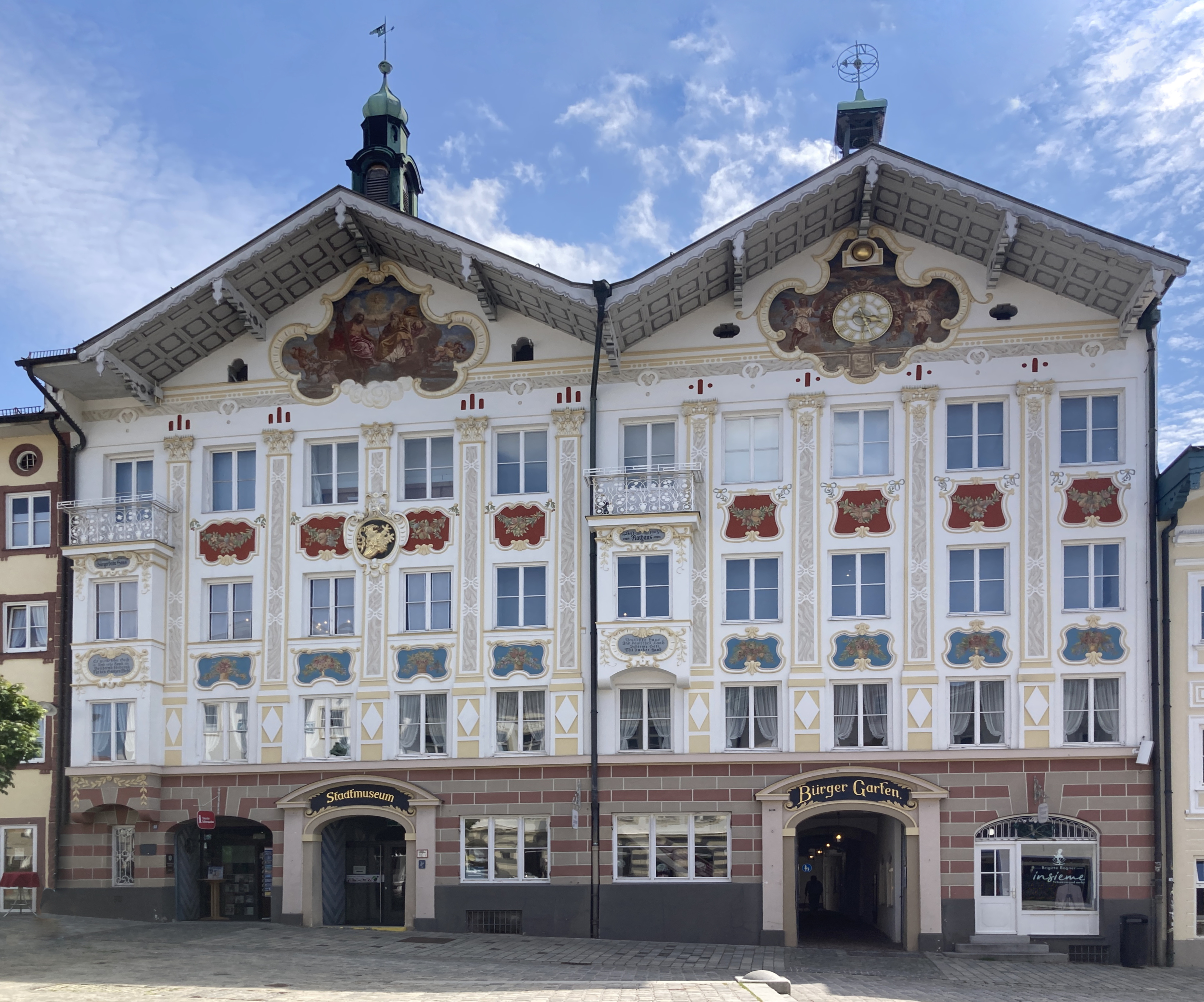
Stadtmuseum im ehemaligen Rathaus und ehemaligen Bürgerbräu-Gebäude

Das Stadtmuseum Bad Tölz, auch Tölzer Stadtmuseum genannt, befindet sich im Heimat- und Bürgerhaus an der Marktstraße in der Tölzer Altstadt. Auf über 800 Quadratmetern wird eine Ausstellung zur Stadt- und Regionalgeschichte gezeigt.

## Gebäude
Das ursprünglich aus zwei eigenständigen Gebäuden bestehende Bürgerbräu-Anwesen wurde 1903/1904 nach Plänen von Gabriel von Seidl zum repräsentativen neuen Rathaus umgestaltet. Das vierstöckige, zuvor traufständige Bauwerk erhielt dabei einen Doppelgiebel zur Marktstraße mit Dachreitern, Uhr und Monduhr. Die Fassade mit zehn Fensterachsen gliederte Seidl mit Lisenen, Erkern und Balkonen und gestaltete sie mit Fresken von Franz Rinner und Karl Wahler. Die Stadtverwaltung nutzte das Gebäude bis 1979; zuvor waren auch Feuerwehr und Stadtpolizei darin untergebracht. Anschließend wurde es zum Heimat- und Bürgerhaus umgebaut.

## Denkmalschutz
Das ehemalige Neue Rathaus und jetzige Stadtmuseum Bad Tölz steht unter Denkmalschutz und ist unter der Aktennummer D-1-73-112-217 in der Denkmalliste des Bayerischen Landesamtes für Denkmalpflege erfasst.

## Geschichte
Das Museum wurde von Mitgliedern des Historischen Vereins gegründet und 1886 eröffnet. Seit 1930/1931 befindet es sich in Trägerschaft der Stadt Bad Tölz. 1982 zog das Museum vom Schlossplatz in das ehemalige Bürgerbräu-Gebäude an der Marktstraße. Zwischen 2009 und 2021 wurde die Dauerausstellung in mehreren Phasen neu gestaltet. Mit der Neukonzeption sollten spezifische Tölzer Themen herausgearbeitet und Tölzer und Isarwinkler Geschichte im bayerischen, deutschen und internationalen Kontext dargestellt werden.

## Ausstellung
Bedingt durch die kleinteilige Raumanordnung im historischen Gebäude verteilt sich die Dauerausstellung auf drei Stockwerke mit 38 Themenräumen. Der Ausstellungsbereich Land und Bewohner im ersten Obergeschoss befasst sich mit der Erdgeschichte und frühen Besiedelung im Tölzer Land, Wasserwirtschaft, Flößerei, Kalkbrennerei, Forstwirtschaft und Holzverarbeitung. Eine Sammlung von Tölzer Kästen, Metall-, Glas- und Töpferwaren, Großuhren sowie Apotheken- und Ladeneinrichtung erinnern an Handel und Handwerk im Markt an der Kreuzung zweier Handelsrouten. Ein weiteres Thema ist die Geschichte des Tölzer Brauwesens.
Im zweiten Obergeschoss befindet sich der von Gabriel von Seidl gestaltete historische Sitzungssaal, der auch für Veranstaltungen genutzt wird. Im Bereich Adel und Bürgertum werden eine Gemäldegalerie, Kleidung, Musikinstrumente und die über 100-jährige Geschichte des Tölzer Marionettentheaters gezeigt. Weitere Themen sind die Herren von Tölz und das Tölzer Schloss, die Jagd sowie das Schul- und Bildungswesen. Text- und Bildtafeln mit Medienstationen führen durch die Stadtgeschichte des 19. und 20. Jahrhunderts. Ein einzigartiges Exponat ist die in der ersten Hälfte des 18. Jahrhunderts für die Familie Toerring-Seefeld angefertigte goldene Gala-Portechaise. Der barocke, geschlossene Tragsessel wurde schon 1887 in Tölz der Öffentlichkeit präsentiert und geriet danach in Vergessenheit, bis man ihn 2016 auf dem Dachboden des Stadtmuseums wiederentdeckte. Nach umfassender Restaurierung war die Portechaise 2019 bei der Bayerischen Landesausstellung 100 Schätze aus 1000 Jahren in Regensburg zu sehen.

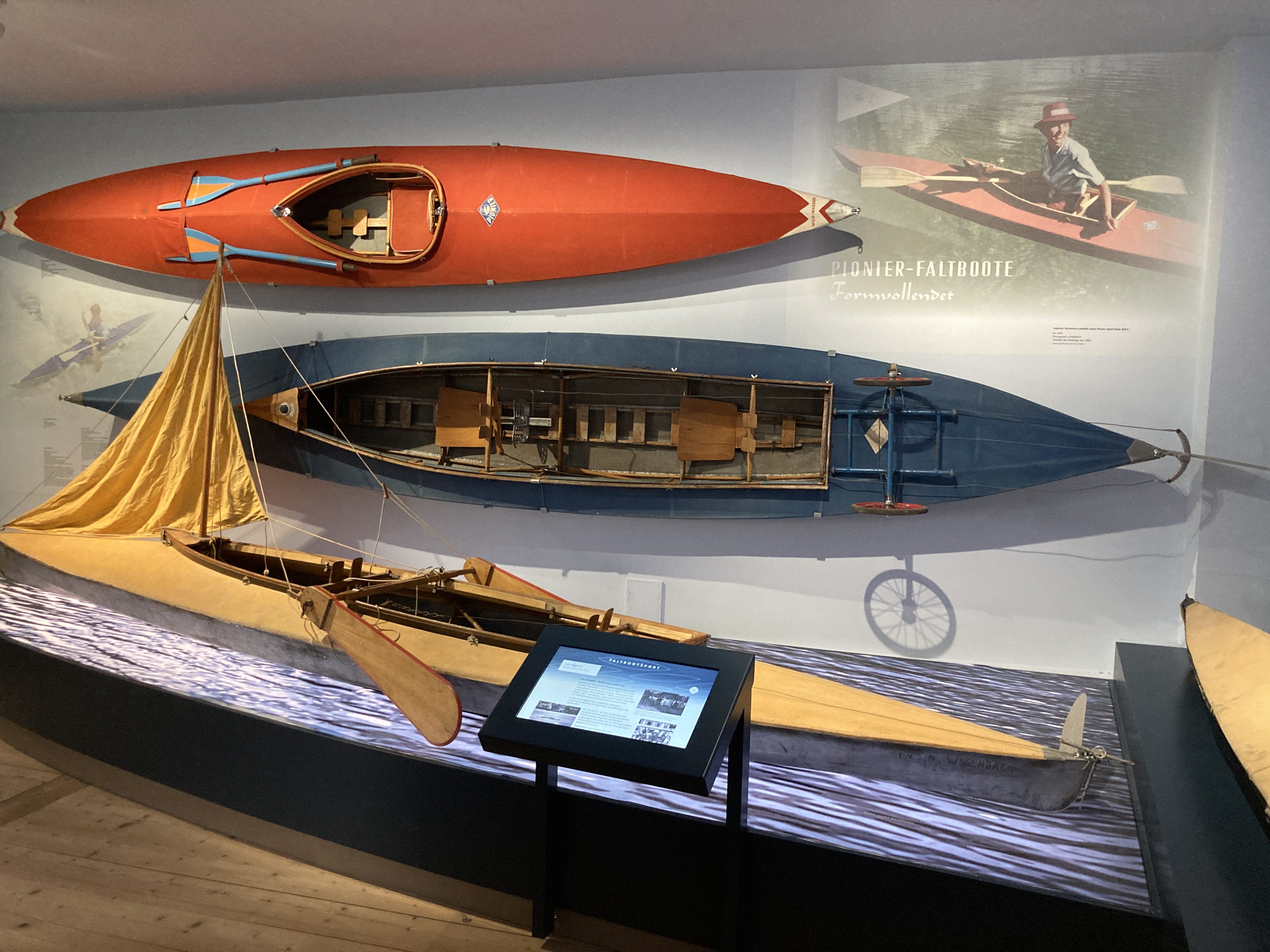
Ausstellungsraum mit Pionier-Faltbooten aus Bad Tölz

Im Ausstellungsbereich Volksglaube, Traditionen, Feste und Freizeit im dritten Obergeschoss sind eine Hauskapelle, Objekte zur regionalen Kirchengeschichte, sakrale Skulpturen und Hinterglasmalereien, eine Krippenausstellung sowie eine Kunst- und Wunderkammer zu sehen. Ein Raum ist der Tölzer Leonhardifahrt gewidmet und zeigt einen Truhenwagen aus dem 18. Jahrhundert. Neben Uniformen und Trachten wird auch die Trachtenpflege thematisiert. Bücher und Audiostationen laden ein, die Literaten im Isarwinkel kennenzulernen. Ein weiterer Raum befasst sich mit dem Leben und Wirken des Architekten und Tölzer Ehrenbürgers Gabriel von Seidl. Den Abschluss des Rundgangs bilden regionale Sportarten und Produkte der ehemaligen Pionier-Faltbootwerft.
Eine Fläche im Erdgeschoss ist für Sonderausstellungen vorgesehen.